# گمینا کژنچین
گمینا کژنچین (به لهستانی:  Gmina Krzęcin) یک گمینا در لهستان است که در شهرستان خوشچنو واقع شده‌است. گمینا کژنچین ۱۴۰٫۴۷ کیلومتر مربع مساحت و ۳٬۸۱۰ نفر جمعیت دارد.